# Chorągiew tatarska Józefa Sienkiewicza

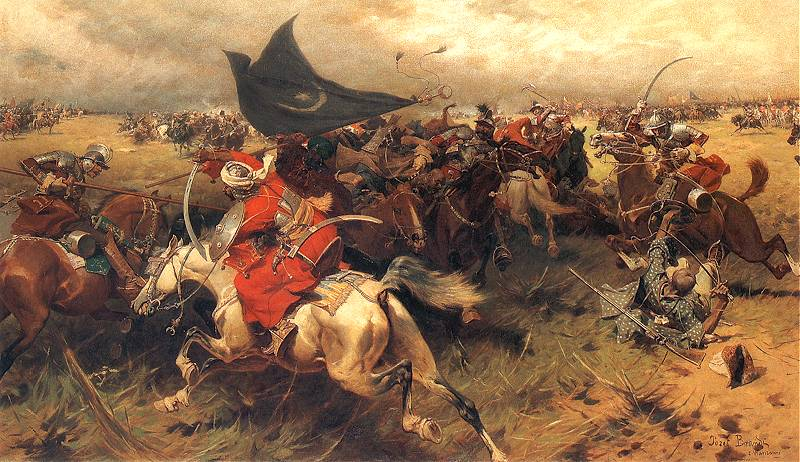
Józef Brandt, Walka o sztandar turecki

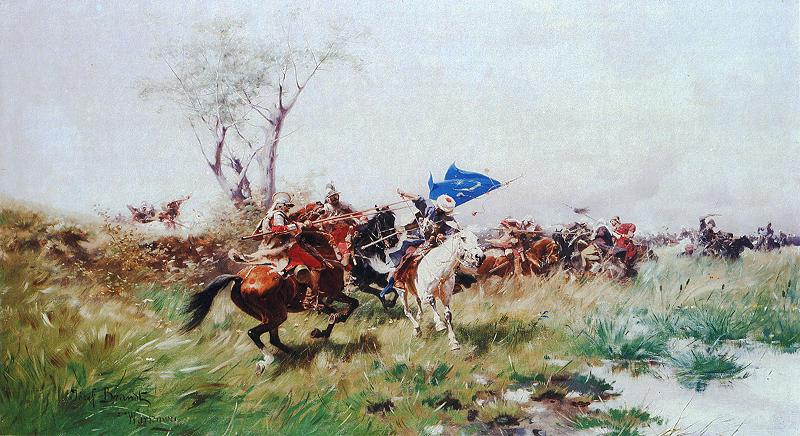
Józef Brandt, Atak kawalerii

Chorągiew tatarska Józefa Sienkiewicza – chorągiew tatarska jazdy koronnej połowy XVII wieku.
Rotmistrzem chorągwi był Józef Sienkiewicz.
W 1685 roku miało miejsce zdarzenie, które zbulwersowało opinię szlachecką w Rzeczypospolitej. Doszło bowiem do krwawej potyczki między chorągwią Józefa Sienkiewicza a szlachtą ze wsi Lewkowice i Niewmierzyce w ziemi owruckiej na Polesiu kijowskim.
Mieszkańcy tych wsi, dowiedziawszy się, że ma być ulokowana u nich chorągiew tatarska, postanowili zmusić ją do odjechania, wskutek czego doszło do starcia zbrojnego. Zwycięscy Tatarzy ograbili i spustoszyli wsie. 